# Інтеррекс
Інтерре́кс (лат. interrex, множина — interreges) — тимчасовий магістрат у Стародавньому Римі.
Первісно інтеррекс призначався після смерті царя Риму до обрання його наступника, звідси і походить його назва — правитель «між царями» (лат. inter reges). Посада продовжила існувати і в епоху Республіки — інтеррекс призначався у випадку, коли обидва консули не могли виконувати свої обов'язки
Інтеррекс визначався жеребом з десятьох найстарших сенаторів, строком на 5 днів. Протягом цього терміну в сенаті йшло обговорення кандидатів на посаду царя, якщо сенатори зупиняли свій вибір на одній особі і отримували згоду кандидата, то інтеррекс скликав куріатні коміції з метою затвердження рішення сенату. Якщо вибір царя не вдавалося здійснити за 5 днів, то інтеррекс складав свої повноваження, а на нові 5 днів жеребом визначався новий інтеррекс. Так продовжувалося до обрання царя.
Цей інститут зберігався протягом усього часу республіки, з тією лише різницею, що інтеррексів призначали патриціанські чини сенату без жеребу. До обрання інтеррекса вдавалися, коли за певними обставинами не було консулів. Наприклад, якщо обидва вони померли, або загинули в битві, чи полишили посаду. Іноді замість інтеррекса з метою обрання нових консулів призначали диктатора. Були випадки, що число інтеррексів які почергово змінювали один одного, доходило до 14. Тоді у справу вибору нових консулів втручалися народні трибуни і забороняли подальше призначення інтеррексів.

## Інтеррекси часів Республіки
- Спурій Лукрецій Триципітін — 509 р. до н. е.
- Авл Семпроній Атратін — 482 р. до н. е.
- Спурій Ларцій Флав — 480 р. до н. е.
- Тіберій Емілій Мамерк — 463 р. до н. е.
- Публій Валерій Публікола — 462 р. до н. е.
- Тіт Квінкцій Капітолін Барбат — 444 р. до н. е.
- Луцій Папірий Мугіллан — 420 р. до н. е.
- Квінт Фабій Вібулан Амбуст — 413 р. до н. е.
- Квінт Сервілій Фіденат — 397 р. до н. е.
- Луцій Валерій Потіт — 396 р до н. е.
- Марк Фурій Камілл — 396 р. до н. е.
- Марк Фурій Камілл — 391 р. до н. е.
- Публій Корнелій Сципіон — 391 р. до н. е.
- Луцій Валерій Потіт — 391 р. до н. е.
- Публій Корнелій Сципіон — 389 р. до н. е.
- Марк Фурій Камілл — 389 р. до н. е.
- Марк Манлій Капітолін — 387 р. до н. е.
- Сервій Сульпіцій Камерін Руф — 387 р. до н. е.
- Луцій Валерій Потіт — 387 р. до н. е.
- Квінт Сервілій Агала — 355 р. до н. е.
- Марк Фабій Амбуст — 355 р. до н. е.
- Гней Манлій Капітолін Імперіос — 355 р. до н. е.
- Гай Фабій Амбуст — 355 р. до н. е.
- Гай Сульпіцій Петік — 355 р. до н. е.
- Луцій Емілій Мамерцін — 355 р до н. е.
- Луцій Корнелій Сципіон — 352 р. до н. е.
- Гай Сульпіцій Петік — 351 р. до н. е.
- Марк Фабій Амбуст — 351 р. до н. е.
- Марк Валерій Максим Корв — 340 р. до н. е.
- Марк Фабій Дорсуон — 340 р. до н. е.
- Марк Валерій Максим Корв — 332 р. до н. е.
- Луцій Емілій Мамерцін Привернат — 326 р. до н. е.
- Квінт Фабій Максим Рулліан — 320 р. до н. е.
- Марк Валерій Максим Корв — 320 р. до н. е.
- Аппій Клавдій Цек — 298 р. до н. е.
- Публій Сульпіцій Саверріон — 298 р. до н. е.
- Луцій Постумій Мегелл — 292 р. до н. е.
- Аппій Клавдій Цек — 291 р. до н. е.
- Квінт Фабій Максим Веррукоз — 222 р до н. е.
- Публій Корнелій Сципіон Азіна — 217 р. до н. е.
- Гай Клавдій Центон — 216 р. до н. е.
- Квінт Фабій Максим Веррукоз — 208 р. до н. е.
- Луцій Емілій Павел — 162 р. до н. е.
- Луцій Валерій Флак — 82 р до н. е.
- Аппій Клавдій Пульхр — 77 р. до н. е.
- Марк Валерій Мессала Нігер — 55 р. до н. е.
- Марк Валерій Мессала Нігер — 53 р. до н. е.
- Квінт Цецилій Метелл Пій Сципіон Назіка — 53 р. до н. е.
- Марк Емілій Лепід — 52 р. до н. е.
- Марк Валерій Мессала Нігер — 52 р. до н. е.
- Сервій Сульпіцій Руф — 52 р. до н. е.